# Viola Lawrence

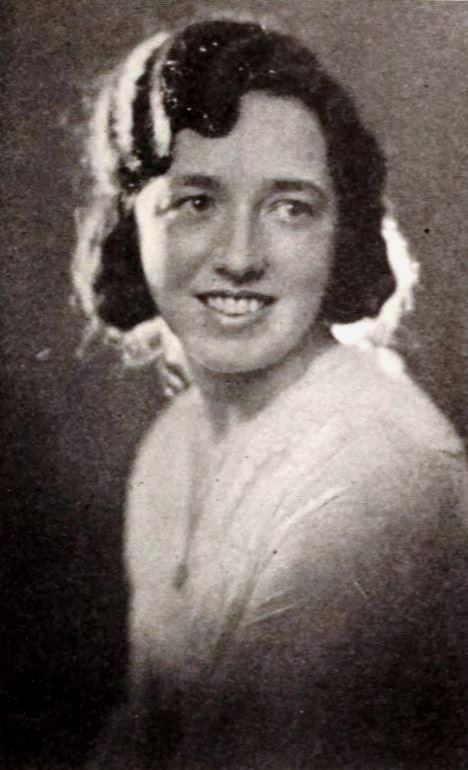
Viola Lawrence

Viola Lawrence (* 2. Dezember 1894 in Brooklyn, New York City; † 20. November 1973 in Los Angeles; gebürtig Viola Mallory) war eine US-amerikanische Filmeditorin.

## Leben
Viola Lawrence war zunächst als „Filmpoliererin“ tätig, bevor sie 1915 bei der Vitagraph den Filmschnitt lernte. Mitte der 1920er Jahre ging sie nach Hollywood, wo sie ab 1931 bei Columbia Pictures fest angestellt war und fortan neben Anne Bauchens, Blanche Sewell, Margaret Booth und Adrienne Fazan zu den etablierten weiblichen Editoren zählte. Zu den Filmen, die sie im Laufe der Jahre bearbeitete, zählen zehn Filme mit Columbias damaligem größten Star Rita Hayworth, darunter S.O.S. Feuer an Bord (1939), Es tanzt die Göttin (1944), Die Lady von Shanghai (1948) und Affäre in Trinidad (1952).
Lawrence wurde zweimal für den Oscar in der Kategorie Bester Schnitt nominiert – für das Filmmusical Pal Joey (1957) mit Frank Sinatra und Hayworth und für Pepe – Was kann die Welt schon kosten (1960). Bei beiden Filmen führte George Sidney die Regie. 1961 zog sich Lawrence aus dem Filmgeschäft zurück. Sie verstarb 1973 im Alter von 78 Jahren und wurde im Forest Lawn Memorial Park in Glendale beigesetzt.

## Filmografie (Auswahl)
- 1926: Entfesselte Elemente (The Winning of Barbara Worth)
- 1927: Die Teufelstänzerin (The Devil Dancer)
- 1928: Die Verschwörer (Two Lovers)
- 1929: Queen Kelly
- 1929: Bulldog Drummond
- 1929: Mein Himmelreich (This Is Heaven)
- 1933: Man’s Castle
- 1934: Lady by Choice
- 1935: Party Wire
- 1935: Love Me Forever
- 1935: Stadtgespräch (The Whole Town’s Talking)
- 1936: Craig’s Wife
- 1936: The King Steps Out
- 1938: There’s Always a Woman
- 1938: Im Namen des Gesetzes (I Am the Law)
- 1939: S.O.S. Feuer an Bord (Only Angels Have Wings)
- 1939: Blondie Takes a Vacation
- 1940: Hochzeit wider Willen (The Doctor Takes a Wife)
- 1941: Urlaub vom Himmel (Here Comes Mr. Jordan)
- 1941: Du gehörst zu mir (You Belong to Me)
- 1942: Ein Kuß zuviel (They All Kissed the Bride)
- 1942: Meine Schwester Ellen (My Sister Eileen)
- 1944: Es tanzt die Göttin (Cover Girl)
- 1944: Secret Command
- 1945: Tonight and Every Night
- 1946: Mein Herz gehört dem Rebellen (The Fighting Guardsman)
- 1947: Eine Göttin auf Erden (Down to Earth)
- 1948: Die Lady von Shanghai (The Lady from Shanghai)
- 1948: Die Geliebte des Marschalls (The Gallant Blade)
- 1948: The Dark Past
- 1949: Vor verschlossenen Türen (Knock on Any Door)
- 1949: Tokio-Joe (Tokyo Joe)
- 1949: Zwei Männer und drei Babies (And Baby Makes Three)
- 1950: The Traveling Saleswoman
- 1950: Ein einsamer Ort (In a Lonely Place)
- 1950: Die Lügnerin (Harriet Craig)
- 1950: The Flying Missile
- 1951: Sirocco – Zwischen Kairo und Damaskus (Sirocco)
- 1952: Ein Baby kommt selten allein (The First Time)
- 1952: Paula (Paula)
- 1952: Affäre in Trinidad (Affair in Trinidad)
- 1953: Salome
- 1953: Der Mann im Dunkel (Man in the Dark)
- 1953: Fegefeuer (Miss Sadie Thompson)
- 1954: Legt ihn nicht um! (Jesse James vs. the Daltons)
- 1954: Ausgeräuchert (The Miami Story)
- 1955: Liebe im Quartett (Three for the Show)
- 1955: In die Enge getrieben (Tight Spot)
- 1955: Die große Masche (Chicago Syndicate)
- 1955: Ehe in Fesseln (Queen Bee)
- 1957: Geliebt in alle Ewigkeit (The Eddy Duchin Story)
- 1957: Ein Herzschlag bis zur Ewigkeit (Jeanne Eagels)
- 1957: Pal Joey
- 1960: Wer war die Dame? (Who Was That Lady?)
- 1960: Pepe – Was kann die Welt schon kosten (Pepe)

## Auszeichnungen
- 1958: Oscar-Nominierung in der Kategorie Bester Schnitt zusammen mit Jerome Thoms für Pal Joey
- 1961: Oscar-Nominierung in der Kategorie Bester Schnitt zusammen mit Al Clark für Pepe – Was kann die Welt schon kosten